# Hans Kindberg
Hans Kindberg (né le 11 janvier 1967 à Sandviken,) est un coureur cycliste suédois. Professionnel au début des années 1990, il a remporté une étape du Tour de Romandie.

## Palmarès

### Palmarès amateur
- 1984
  - 2e du championnat des Pays nordiques sur route juniors
- 1985
  -  Champion de Suède sur route juniors
  -  Champion de Suède du contre-la-montre juniors
  - 3e du championnat des Pays nordiques sur route juniors
  - 6e du championnat du monde sur route juniors
- 1989
  - 3e du championnat des Pays nordiques du contre-la-montre par équipes
- 1990
  - Critérium du Printemps de Fourchambault
  - Dijon-Auxonne-Dijon
  - 4e étape du Circuit franco-belge
  - Skandisloppet
  - 1re étape du Tour de Suède
  - 2e d'Annemasse-Bellegarde et retour
  - 2e des Boucles du Tarn
  - 3e du Tour de Corrèze
  - 3e du Grand Prix du Centre de la France

### Palmarès professionnel
- 1991
  - 2e du Prix Fréquence-Nord
- 1992
  - 4ea étape du Tour de Romandie

## Résultats sur les grands tours

### Tour d'Italie
1 participation
- 1992 : abandon (17e étape)